# Воропаевский сельсовет
Воропаевский сельсовет — административная единица на территории Поставского района Витебской области Белоруссии. Административный центр — городской посёлок Воропаево.

## История
Сельсовет образован 10 августа 2013 г.

## Состав
Воропаевский поссовет включает 53 населённых пункта:
- Адамово — деревня.
- Анкуды — деревня.
- Белое — деревня.
- Бельки — деревня.
- Борейки — деревня.
- Васевичи — деревня.
- Василевщина — деревня.
- Войневка — деревня.
- Войтехи — деревня.
- Воропаево — городской посёлок.
- Голбея — деревня.
- Гута — деревня.
- Дашки — деревня.
- Демеши — деревня.
- Жуперки — деревня.
- Зарецкие — деревня.
- Казаровщина — деревня.
- Кевличи — деревня.
- Кейзики — деревня.
- Косовщина — деревня.
- Кривка — деревня.
- Крутки — деревня.
- Лисицы — деревня.
- Лопаченки — деревня.
- Макарщина — деревня.
- Маневщина — деревня.
- Мостище — деревня.
- Мышки — деревня.
- Мяделка — деревня.
- Невядомщина — деревня.
- Ожуны — деревня.
- Олешино — деревня.
- Олихверы — деревня.
- Ольшнево — деревня.
- Павлюги — деревня.
- Петровичи — деревня.
- Прудники — деревня.
- Полово — деревня.
- Путьково — деревня.
- Раговские — деревня.
- Рудка — деревня.
- Рымки — деревня.
- Свиница — деревня.
- Старый Двор — деревня.
- Стаховские — деревня.
- Тиунцы — деревня.
- Трумпичи — деревня.
- Ферки — деревня.
- Харки — деревня.
- Хролы — деревня.
- Чашковщина — деревня.
- Черное — деревня.
- Ясюки — деревня.